# Морбелло
Морбелло (італ. Morbello, п'єм. Morbé) — муніципалітет в Італії, у регіоні П'ємонт,  провінція Алессандрія.
Морбелло розташоване на відстані близько 450 км на північний захід від Рима, 85 км на південний схід від Турина, 36 км на південь від Алессандрії.
Населення — 411 осіб (2014).
Щорічний фестиваль відбувається 6 серпня. 

## Демографія
Населення за роками:

Станом на 1 січня 2023 року в муніципалітеті офіційно проживало 29 іноземців з 11 країн, серед них 15 громадян країн Євросоюзу.

## Сусідні муніципалітети
- Кассінелле
- Кремоліно
- Гроньярдо
- Понцоне
- Праско
- Візоне